# Kuzu no honkai
Kuzu no honkai (jap. クズの本懐) – manga autorstwa Mengo Yokoyari, publikowana na łamach magazynu „Big Gangan” wydawnictwa Square Enix od września 2012 do marca 2017. Na jej podstawie powstał serial anime wyprodukowany przez studio Lerche, który był emitowany od stycznia do marca 2017. Adaptacja w formie dramatu telewizyjnego była emitowana od stycznia do kwietnia tego samego roku.

## Fabuła
Licealistka Hanabi Yasuraoka jest zakochana w Narumim Kanaiu, swoim starszym przyjacielu z dzieciństwa, która teraz jest jej wychowawcą w szkole. Jednak spojrzenie Narumiego na nową nauczycielkę muzyki, Akane Minagawę, uświadamia Hanabi, że jest on zakochany w Akane, a nie w niej. Wkrótce Hanabi spotyka Mugiego Awayę, ucznia zakochanego w Akane, która była jego korepetytorką w gimnazjum. Hanabi i Mugi postanawiają zawrzeć pakt i rozpoczynają udawany związek, aby zaspokoić wzajemną samotność wynikającą z nieodwzajemnionej miłości. Zgadzają się nie zakochiwać w sobie i zakończyć związek, jeśli ich miłość zostanie odwzajemniona przez osoby, w których są zakochani.

## Bohaterowie

### Główni
- Hanabi Yasuraoka (jap. 安楽岡 花火 Yasuraoka Hanabi)

Seiyū: Chika Anzai 
- Mugi Awaya (jap. 粟屋 麦 Awaya Mugi)

Seiyū: Nobunaga Shimazaki 
- Narumi Kanai (jap. 鐘井 鳴海 Kanai Narumi)

Seiyū: Kenji Nojima 
- Akane Minagawa (jap. 皆川 茜 Minagawa Akane)

Seiyū: Aki Toyosaki 
- Noriko Kamomebata (jap. 鴎端 のり子 Kamomebata Noriko)

Seiyū: Shiori Izawa 

### Inni
- Atsuya Kirishima (jap. 桐嶋 篤也 Kirishima Atsuya)

Seiyū: Shintarō Asanuma 
- Mei Hayakawa (jap. 早川 芽衣 Hayakawa Mei)

Seiyū: Yukiyo Fujii 
- Takuya Terauchi (jap. 寺内 タクヤ Terauchi Takuya)

Seiyū: Yūsuke Kobayashi 

## Manga
Seria ukazywała się w magazynie „Big Gangan” od 25 września 2012 do 25 marca 2017. Wydawnictwo Square Enix zebrało jej rozdziały w 8 tankōbonach, wydanych między 19 lutego 2013 a 25 marca 2017.
Spin-off, zatytułowany Kuzu no honkai décor, był publikowany w czasopiśmie „Big Gangan” od 25 listopada 2017 do 25 maja 2018. Następnie został opublikowany w jednym tomie, wydanym 19 lipca tego samego roku.
| Nr | Data wydania (język japoński) | ISBN (język japoński)  |
| -- | ----------------------------- | ---------------------- |
| 1  | 19 lutego 2013                | ISBN 978-4-7575-3887-0 |
| 2  | 25 października 2013          | ISBN 978-4-7575-4103-0 |
| 3  | 25 kwietnia 2014              | ISBN 978-4-7575-4264-8 |
| 4  | 19 listopada 2014             | ISBN 978-4-7575-4467-3 |
| 5  | 25 czerwca 2015               | ISBN 978-4-7575-4678-3 |
| 6  | 25 marca 2016                 | ISBN 978-4-7575-4895-4 |
| 7  | 24 grudnia 2016               | ISBN 978-4-7575-5199-2 |
| 8  | 25 marca 2017                 | ISBN 978-4-7575-5235-7 |
| 9  | 19 lipca 2018                 | ISBN 978-4-7575-5779-6 |

## Anime
17 marca 2016 ogłoszono, że manga otrzyma adaptację w postaci telewizyjnego serialu anime. Za animację odpowiadało studio Lerche, za reżyserię Masaomi Andō, scenariusz napisał Makoto Uezu, projekty postaci przygotowała Keiko Kurosawa, a muzykę skomponował Masaru Yokoyama. 12-odcinkowa seria była emitowana od 2 stycznia do 30 marca 2017 w bloku Noitamina stacji Fuji TV. Motywem otwierającym jest „Uso no hibana” (jap. 嘘の火花) autorstwa 96neko, końcowym zaś „Heikōsen” (jap. 平行線) w wykonaniu Sayuri.

## TV drama
15 grudnia 2016 zapowiedziano powstanie adaptacji w formie dramatu telewizyjnego. 12-odcinkowy serial był emitowany w stacji Fuji TV między 18 stycznia a 5 kwietnia 2017.

## Odbiór
Do grudnia 2017 manga sprzedała się w nakładzie 1,9 miliona egzemplarzy.
W 2015 roku seria zajęła 11. miejsce w konkursie Next Manga Award w kategorii manga drukowana.